# Quadrella morenoi
Quadrella morenoi är en kaprisväxtart som beskrevs av Cornejo och Iltis. Quadrella morenoi ingår i släktet Quadrella och familjen kaprisväxter. Utöver nominatformen finns också underarten Q. m. hastata.